# 3'-hidroksi-N-metil-(S)-koklaurin 4'-O-metiltransferaza
3'-hidroksi--metil--koklaurin 4'-O-metiltransferaza (EC 2.1.1.116, 3'-hydroxy--methyl--coclaurine 4'-O-methyltransferase) je enzim sa sistematskim imenom S-adenozil--metionin:3'-hidroksi--metil--koklaurin 4'-O-metiltransferaza. Ovaj enzim katalizuje sledeću hemijsku reakciju
-adenozil--metionin + 3'-hidroksi--metil-()-koklaurin {\displaystyle \rightleftharpoons } -adenozil-L-homocistein + (S)-retikulin
Ovaj enzim učestvuje u metabolizmu izohinolinskog alkaloida kod biljki.

## Literatura
- Nicholas C. Price; Lewis Stevens (1999). Fundamentals of Enzymology: The Cell and Molecular Biology of Catalytic Proteins (Third изд.). USA: Oxford University Press. ISBN 019850229X.
- Eric J. Toone (2006). Advances in Enzymology and Related Areas of Molecular Biology, Protein Evolution (Volume 75 изд.). Wiley-Interscience. ISBN 0471205036.
- Branden C; Tooze J. Introduction to Protein Structure. New York, NY: Garland Publishing. ISBN 0-8153-2305-0.
- Irwin H. Segel. Enzyme Kinetics: Behavior and Analysis of Rapid Equilibrium and Steady-State Enzyme Systems (Book 44 изд.). Wiley Classics Library. ISBN 0471303097.
- William P. Jencks (1987). Catalysis in Chemistry and Enzymology. Dover Publications. ISBN 0486654605.

## Spoljašnje veze
- 3'-hydroxy-N-methyl-(S)-coclaurine+4'-O-methyltransferase на 